# Lanim
Lanim är en ort i Mexiko.   Den ligger i kommunen Aquismón och delstaten San Luis Potosí, i den centrala delen av landet, 240 km norr om huvudstaden Mexico City. Lanim ligger 93 meter över havet och antalet invånare är 652.
Terrängen runt Lanim är huvudsakligen kuperad, men norrut är den platt. Runt Lanim är det ganska tätbefolkat, med 207 invånare per kvadratkilometer. Närmaste större samhälle är Tamcuime, 1,2 km sydväst om Lanim. I omgivningarna runt Lanim växer huvudsakligen savannskog.